# Asticta
Asticta is een geslacht van vlinders van de familie spinneruilen (Erebidae).

## Soorten
- A. alaica Remm, 1983
- A. alikanga Strand, 1920
- A. angustipennis Warren, 1913
- A. angustissima Draudt, 1950
- A. caeca Staudinger, 1896
- A. craccae Schiffermüller, 1776
- A. decolor Bang-Haas, 1912
- A. dorsigera Walker, 1865
- A. emaculata Graeser, 1892
- A. fereidun Wiltshire, 1962
- A. glycyrrhizae Rambur, 1858
- A. graciosissima Bryk, 1948
- A. ichinosawana Matsumura, 1925
- A. innocens Krulikovski
- A. lubrica Freyer, 1852
- A. lupina Graeser, 1890
- A. moellendorffi Herz, 1904
- A. mommereti Berio, 1940
- A. nigricostata Graeser, 1890
- A. pallida Bang-Haas, 1907

- A. pastinum Treitschke, 1826
- A. procax Hübner, 1818
- A. quinquelinea Walker, 1865
- A. recta Bremer, 1864
- A. salax Guenée, 1852
- A. sexlinea Walker, 1865
- A. stenoptera Rebel, 1907
- A. stigmata Wileman, 1911
- A. viciae Hübner, 1822
- A. vicioides Hampson, 1926
- A. victoria Grote, 1874
- A. vulcanea Butler, 1881